# جورج أوبراين (لاعب كرة قدم)
جورج أوبراين (بالإنجليزية: George O'Brien)‏ هو لاعب كرة قدم بريطاني، ولد في القرن 19، وتوفي في القرن 20. لعب مع مانشستر يونايتد.